# 陳雲址
陳雲址（1934年—2025年3月15日），臺灣高雄市仁武區人，眼科醫生，退休後至屏東縣恆春鎮救治當地眼疾病患，獲第十屆醫療奉獻獎。

## 生平

### 早年事蹟
陳雲址1934年生，台灣高雄市仁武區人，因母親而信奉基督教。
陳雲址在國防醫學院畢業後，先在國防醫院體系服務十年，爾後自行開業。1968年，他在台北市長春路開設信望愛眼科。他娶凌淑蓮為妻。日後至東京醫科大學眼科、夏威夷大學醫院管理求學。中年，他因猛爆性肝炎轉變成肝硬化，56歲便至美國養老退休。

### 奉獻恆春
陳雲址在美國退休時間，一次靈修讀到《馬太福音》裡三個僕人的故事，便發願奉獻，於是1994年初回臺灣。
恆春鎮在3到5月採收洋蔥季節時，因受地形的落山風影響，洋蔥採收人的眼角膜易被洋蔥屑刮傷，角膜基質感染麴菌屬、鐮孢菌屬、枝頂孢黴屬黴菌。原先離恆春鎮最近的眼科診所遠在枋寮鄉，車程1個多小時。農戶常因農忙而延誤就醫，導致眼球深部也遭感染，嚴重時終至失明。陳雲址61歲時，受恆春基督教醫院（恆基）院長簡肇明說明當地病情後，決定到恆春服務。1995年3月，陳雲址主持的眼科門診開張。他每日看50、60位的病患、下午還要開刀，深夜還要到病房巡視，使得每日睡眠只有4小時左右。他為說服當地的原住民白內障病患不要因宗教迷信拒絕開刀，便開始看病兼傳教。
1997年，陳雲址接下恆基院長，除繼續主持眼科門診，還要應付興建醫療大樓的籌資、醫療糾紛等問題。為了使醫院能繼續經營，陳雲址還賣掉了自己在台北的診所給員工當年終、捐出新台幣100萬元給醫院買手術顯微鏡。陳雲址也與高雄醫學院林立民等人簽訂建教合作，由高醫每週五派5位不同專科主治醫師至恆春鎮支援偏鄉看診。
陳雲址也主動通報衛生署將洋蔥採收工人的眼疾列入職業傷病通報系統，並參與勞委會研究計畫。1999年12月到2000年6月間，勞委會勞工安全衛生研究所與恆基合作調查，研究恆春當地18名洋蔥採收人員眼角膜感染，發現他們每眼平均為10.4真菌菌落數，是健檢者的9.5倍，而且70%屬於可能導致真菌性角膜炎之高危險性麴菌屬。2000年4月29日，陳雲址獲第十屆醫療奉獻獎，在台北市政府大樓接受表揚。
2004年，陳雲址邀請國防醫學院學弟許志新來恆春服務。
2012年11月15日，行政院會通過《職業安全衛生法》修正草案，將洋蔥採收人員因真菌感染造成失明列入職災。
八旬時，即使恆春颳起16級強風，陳雲址依然堅持到醫院看診，而獲病患當面向總統蔡英文述說此事。2024年10月4日，陳雲址獲得第五屆蔡萬才台灣貢獻獎。他將獎金1,000萬元全數捐給恆基。到2025年2月陳雲址才因病停診，3月15日去世。3月27日，屏東縣政府衛生局副局長林進鴻到恆基醫院韓偉大樓一樓，頒發林立民、陳雲址的褒揚令。